# フアランポーン駅
- クルンテープ駅
- バンコク駅

フアランポーン駅（フアランポーンえき、タイ語: สถานีรถไฟกรุงเทพ, 英語: Hua Lamphong Station）は、タイの首都バンコク都パトゥムワン区にある、タイ国有鉄道（SRTとも）とバンコク・メトロ（MRTとも）の駅。タイ国有鉄道の主要幹線4路線の起点駅として位置づけられている。
ただし、クルンテープ・アピワット中央駅（旧称・バーンスー中央駅）が2023年に新ターミナル駅として本格稼働を開始し、優等列車の発着はなくなった。
『フアランポーン駅』は外国人の間で定着した俗称であり、現地ではクルンテープ駅と称されることが多い（後述）。

## 概要
タイ最初の官営鉄道としてバンコク - ナコンラチャシーマが建設される事になり、その最初の開通区間としてクルンテープ駅 - アユタヤ駅間が、1897年3月26日に開業した。ただしこの時点では現在位置よりやや北側（現在のタイ国鉄本社付近）に駅が設けられた（後述）。当時バンコク旧市街はチャオプラヤー川東岸に面する王宮を中心として広がり、外敵侵入を防ぐための水堀を兼ねた3つの運河が同心円状に掘られていたが、当駅はその最も外側に位置するパドゥン・クルンカセム運河のさらに外側に、運河と平行するように設けられた。敵対勢力から鉄道輸送を利用して攻め込まれることを懸念した結果とされる。
現在地には貨物取扱用のヤードや官営鉄道の修理工場（メンテナンスセンター）が設置されたが、1910年これらの大部分を移転させ、約6年にわたる工期ののち確保された敷地を利用して移転・拡張されたのが現在の当駅である。一部残された貨物取扱機能が1960年に移転完了してからは旅客専用駅となった。ただし、旅客列車併結の荷物車を利用する小荷物輸送はこの限りでない。
巨大なドーム状の屋根を備える現駅舎は1916年より供用開始した。1927年、チャオプラヤー川を渡るラーマ六世橋が開通してからは南本線との直通も可能となり、タイ国土の東西南北に広がる国鉄路線網の代表的ターミナル駅と位置付けられた。東南アジア諸国でも屈指の規模を誇る当駅は首都バンコクの玄関口として長く機能し、21世紀に至る今も当時の外観をほぼ留めている。
2004年にはタイ初の地下鉄であるバンコク・メトロが開業し、当駅付近に設けられた地下駅がその起点となった（のちに延伸し、中間駅となる。詳細は後述）。また同年には駅舎内にエアコンが設置された。
20世紀末からタイ国鉄本線の大規模な近代化計画が開始され、ターミナル駅としての機能をバーンスー駅(当時）へ移転することとなった。2023年1月、移行措置として約半数の発着列車はバーンスー発着に変更された（後述）。計画によれば、完全に機能移転した後、駅舎は博物館として保存され、併せて駅周辺には再開発により商業施設やコンドミニアムが建設される予定であるとしている。

### 呼称について
タイ国政府観光庁による刊行物をはじめとして、諸外国で刊行される書籍においてはHua Lamphongと表記される例の方が圧倒的に多い。日本語表記には揺れがあり、日本で刊行されている文献や旅行ガイドブックによってはフアランポーン駅、ファランポーン駅、フワランポーン駅、フアラムポーン駅あるいはホアランポーン駅と表記されている場合もある。
厳密には、この名称は当地で最初に開業したパークナーム鉄道の駅名であったものが転じてバンコク周辺でのみ通用する俗称となったもので、タイ国鉄での正式な呼称はクルンテープ駅である。しかし、日本人を含め外国人にとって一般的ではない。その他、「バンコク駅」や「バンコク中央駅」という名称が用いられる場合も、通常は当駅を指す。このように、現地人の間でも呼称はまちまちで煩わしい。
なお、タイ国鉄が頒布している時刻表や乗車券等における表記はタイ語では「กรุงเทพ (クルンテープ)」、英語による副表記は「Bangkok」で統一されていたが、2025年現在は「กรุงเทพ (หัวลำโพง) 」、「Bangkok (Hua Lamphong) 」 と中央駅との混同を避ける表記がみられる。
バンコク・メトロの地下駅はフアランポーン駅が正式名である。

### 利用可能な鉄道路線
後述するターミナル駅移転計画により当駅発着列車は消滅して当駅 - バーンスー間の区間廃止が予定されていた。2023年1月のダイヤ改正により発着列車は減便されたが、すべての東本線系統、および北・東北・南本線系統の定期列車の約半数（比較的近距離を走行する昼行列車が中心）が当駅発車のまま残されている。
移転当初、多客期の臨時列車も当駅発着となる方針が公表されていたが、2025年ソンクラーン対応ダイヤではすべての増発列車がクルンテープ・アピワット中央駅発着となっているように、状況が変化している。
- 2025年現在も、中央駅構内南側の配線に制約があり、当駅を発着する列車は中央駅高架ホームに入線することが不可能で、従来の地上ホームを経由せざるを得ない。公式時刻表などでは地上ホームに対し旧称「バーンスー駅」をそのまま採用している。
- とくに東本線系統はこの問題が顕著で、中央駅発着とすることができず全列車が当駅発着となる。

#### タイ国鉄在来線（SRT）
2025年時点で、もっとも走行距離が長い当駅発定期列車を方面別に示す。
- 北本線（北部）
  - チェンマイ方面： ピッサヌローク 行
- 東北本線（イーサーン（東北部））
  - ノーンカーイ方面：該当なし[注釈 4]
  - ウボンラーチャターニー方面： スリン行
- 南本線（南部・中部）
  - 本線系統：スアンソン・プラディパット行（フワヒン経由）[注釈 5]
  - ナムトック支線（旧泰緬鉄道）系統：ナムトック行（毎週土日運転、観光列車）
  - スパンブリー支線系統：スパンブリー行（毎週一往復運転、日曜夜下り/月曜朝上り）
- 東本線（東部）
  - アランヤプラテート方面：バーンクロンルク国境駅（英語版）行
  - パタヤ/ウタパオ方面：チュックサメット（英語版）行（バーンプルータールアン経由）

#### 地下鉄（MRT）
- ブルーライン（チャルームラチャモンコン線） - タープラ経由ラックソーン行（時計回り） / バーンスー経由タープラ行（反時計回り）

#### 将来
- ダークレッドライン

2021年に部分開業した電化新線であるが、現在の起点であるクルンテープ・アピワット中央駅（旧・バーンスー中央駅）より当駅まで延長することが2016年7月に決定している。ただし、2025年現在、工事業者の選定は完了していない。当時のタイ国鉄総裁はこれを踏まえ、当駅はターミナル機能移転後も廃駅とならず、レッドライン新線の駅として引き続き機能するだろうと見解を述べている。なお、ダークレッドラインのフアランポーン延伸は2028年以降開業の見込み。

#### 過去
- パークナーム鉄道 - フアランポーン（起点）- パークナーム（1893年開通、1936年国有化、1960年廃止）

官営鉄道に先んじて1893年に開業したタイ史上初の鉄道。当駅にほど近いフアランポーン駅を起点とし、駅前通り（トゥロン通り、フアランポーン通りとも）の南側を流れていたフアランポーン運河沿いに建設された。起点のフアランポーン駅はパドゥン・クルンカセム運河の東岸近くにあったとされるが、はっきりしない。
- 路面電車 - サムセン系統（1900年頃開通、1968年廃止）、フアランポーン系統（1930年頃開通、1968年廃止）

## タイ国有鉄道

### 歴史
1893年、民営のパークナーム鉄道がタイ初の本格的鉄道として開業した。後に当駅が設置される位置の付近に、起点としてフアランポーン駅が設けられた。路線は後の国鉄線と異なり、駅前通り沿いに東進していた。
一方、現在のタイ国鉄は、現在位置と異なる初代の駅を起点とする公営鉄道として1897年3月26日部分開業した。開業当時、現行駅の位置には官営鉄道の車輛修繕施設および貨物ヤードとして線路が伸びていた。1900年頃、駅前通りに路面電車（サイアム系統）が開業した。
やがて鉄道が延伸して輸送量が増大するにつれ初代駅が手狭となったことから、貨物取扱機能については、1910年2月15日一部がチャオプラヤー川東岸に設けられたメナム駅（東本線支線）に移り、工場機能は1910年6月にマッカサン（東本線）に移転した。旅客駅機能は1910年から1916年6月25日まで、約6年間にわたる移転・拡張工事を経て現在地に移転した。
第二次世界大戦中、連合国は駅を爆破しようと爆弾を投下したが、駅ではなく、近くのホテルが被弾した。
1960年12月、一部残されていた貨物取扱機能がバーンスー分岐駅へ移転し、旅客専用駅となった。
2004年にバンコク・メトロの駅が開業したがこちらは正式にフアランポーン駅の呼称を採用している（後述）。
2016年6月25日、国鉄駅は現在の場所に駅舎が移転してから100周年を迎えた。

#### ターミナル駅移転計画
バンコク近郊の急速な人口集中といった社会情勢の変化に伴い、タイ政府は1960年ごろから鉄道に頼っていた物流を自動車による輸送に転換する政策をとった。モータリゼーションの到来により高規格道路網が整備される一方で鉄道の役割は次第に薄れ、バンコク市内においてもパークナーム鉄道（1960年廃止）や路面電車（1968年全廃）を筆頭に鉄道路線廃止が検討されるようになった。そして21世紀に入り、当駅のターミナル機能をバーンスー駅へ移転させる計画が再浮上した。計画は何度も延期が繰り返されたが、2023年1月のダイヤ改正により大部分の定期長距離列車がクルンテープ・アピワット中央駅（旧バーンスー中央駅が名を改めた）発着に改められ、移転計画は完了に向け前進した。

#### 年表
- 1893年4月11日 パークナーム鉄道 フアランポーン駅開業
- 1897年3月26日 【開業】クルンテープ（初代） - クルンガオ（後のアユタヤ駅） (71.08 km) 開通

後の北本線の一部。ただし歴史的には東北本線の一部として区間開業
- 1900年頃 路面電車サイアム系統が開通[13]
- 1908年1月24日　クルンテープ - チャチューンサオ (60.99 km) 開通

後の東本線の一部。
- 1910年
  - 2月15日 東本線メナム支線開業、貨物取扱機能の一部をメナム駅に移転
  - 修理工場をマッカサン駅に移転
- 1916年6月25日　現在地に移転（2代目クルンテープ駅）
- 1917年6月5日 シャム国鉄成立[20]、シャム国鉄(RSR)クルンテープ駅となる
- 1927年1月1日 南本線列車の直通運転開始
- 1926年-1930年頃、路面電車フアランポーン系統が建設される
- 1936年9月13日 パークナーム鉄道が国有化され、シャム国鉄パークナーム線となる[21]
- 1945年 ラーマ6世橋が損傷し南本線直通が中止（1953年復旧）
- 1951年7月1日 シャム国鉄の改組によりタイ国有鉄道発足、タイ国鉄(SRT)クルンテープ駅となる
- 1960年
  - 1月1日 パークナーム鉄道が廃止
  - 12月 小荷物以外の貨物取扱を終了[14]
- 1968年9月30日 バンコク市内の路面電車が全廃
- 2004年 構内にエアコンが設置される[1]
- 2023年1月 ダイヤ改正、列車本数半減

### 駅構造

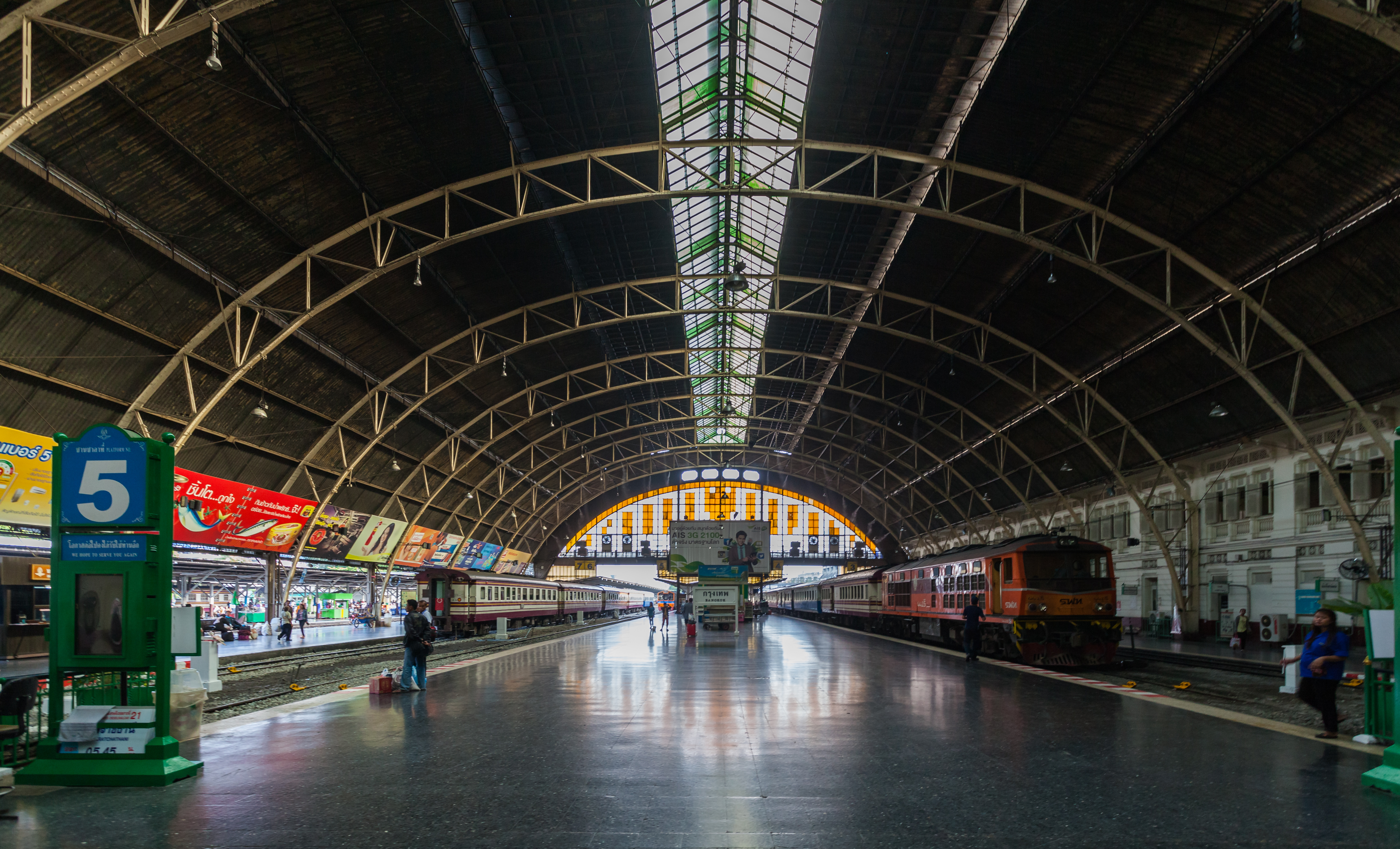
フアランポーン駅ホーム

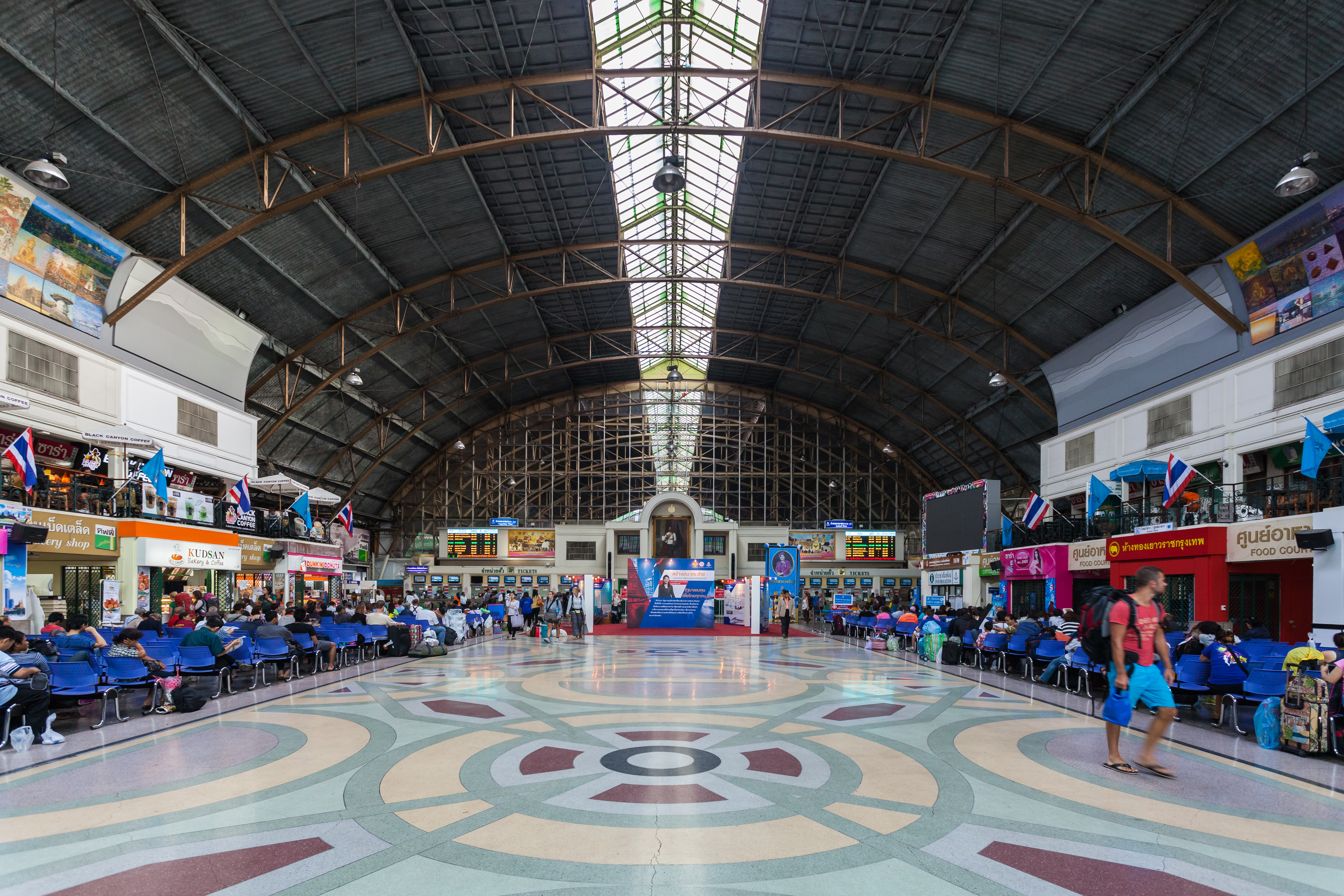
フアランポーン駅コンコース

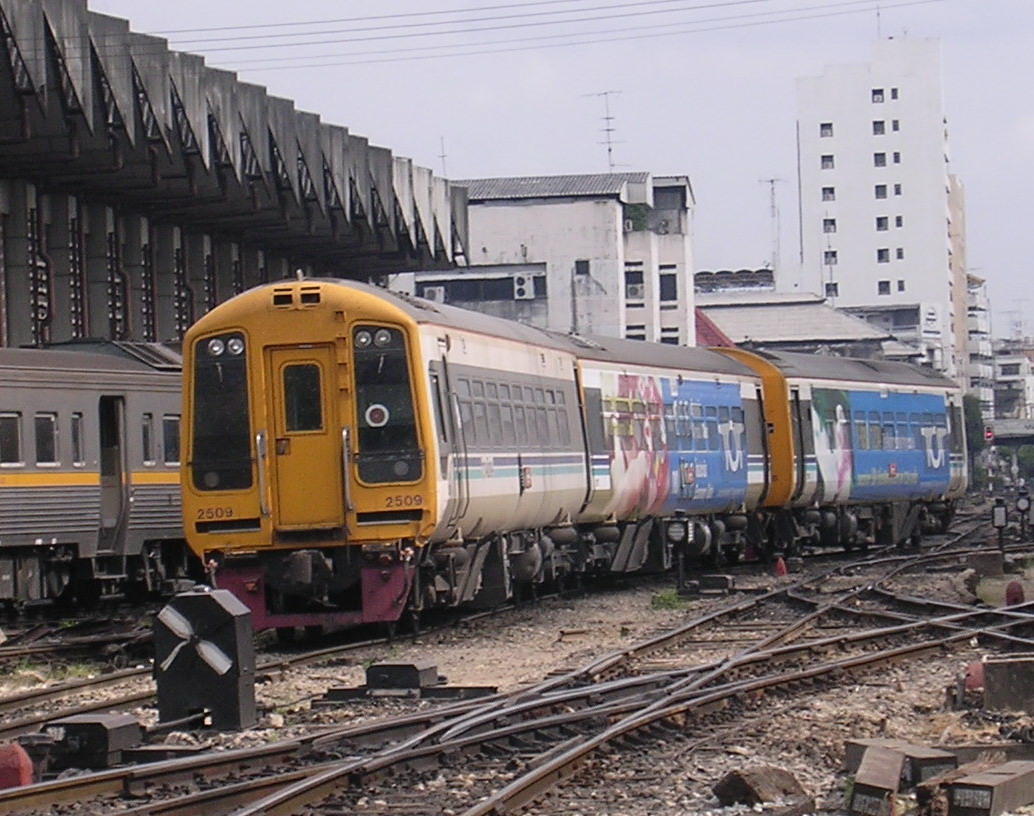
構内北側

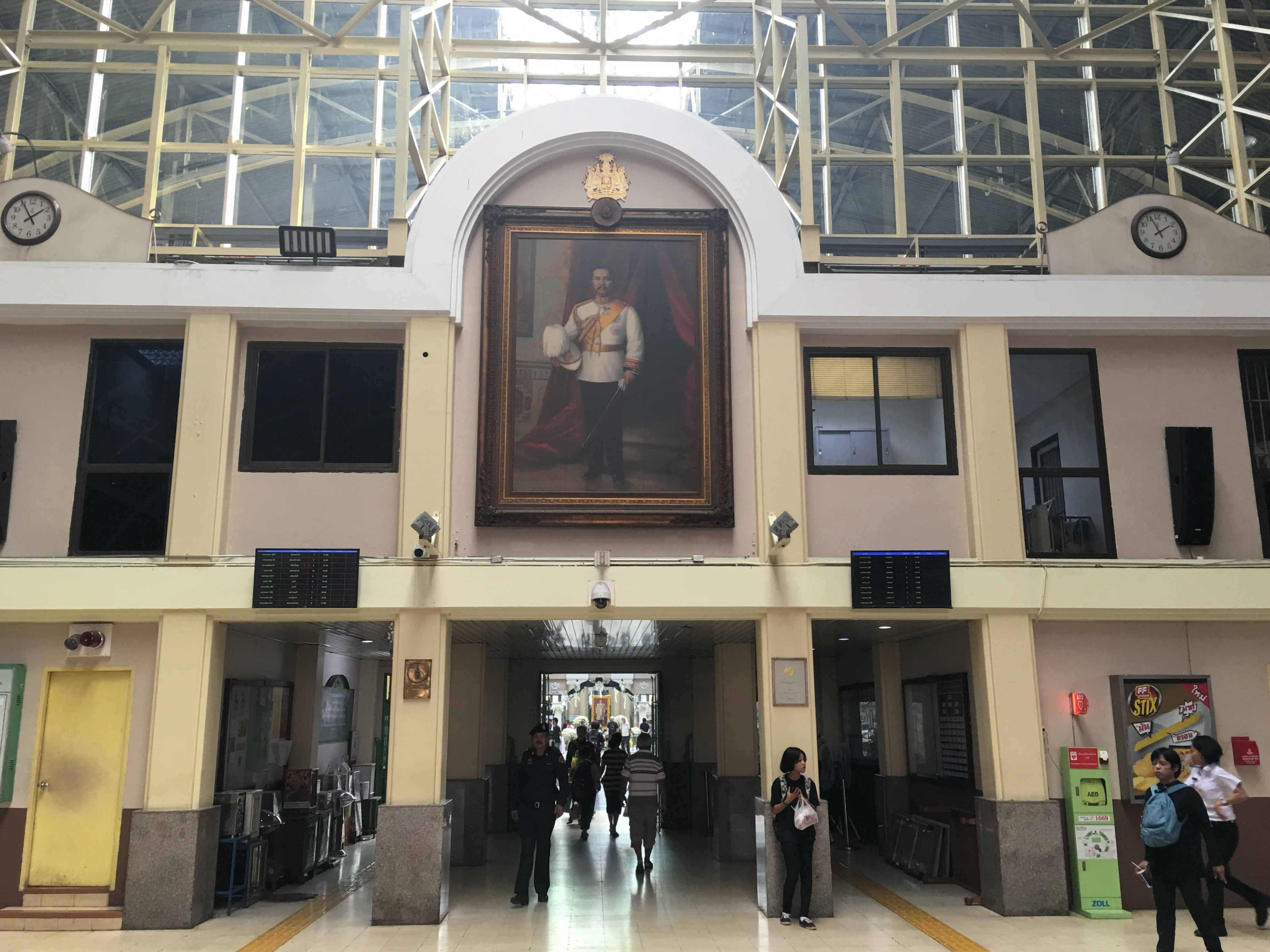
フアランポーン駅ホーム

現駅舎はフランクフルト中央駅をモデルとして2名のイタリア人建築家により設計されたとされる。
7面14線の頭端式ホームを持つ地上駅であり、ホームの駅本屋寄りはアーチ状の大屋根（トレイン・シェッド）に覆われている。改札口は設けられていないため、ホームへの出入りは自由である。ホームは低床式であり、番線は1/2番線、1/1番線、1番線、2番線...12番線である。通常1/2番線は留置線、1/1番線、1番線は到着のみに使用されている。構内待合席側に出発、到着を知らせる大きな電光掲示板があり、トイレは有料のものがコンコース、ホームにそれぞれ1カ所ある。コンコースのトイレには長距離列車利用客のためにシャワー（有料）も併設されている。12番線の外側、運河沿いの通りに面した専用窓口にて小荷物の受け渡しが行われる。
構内北側には、列車の折返し整備を行う大規模な車両基地があり、気動車の日常的な点検整備はここで行われている。

### 利用状況
かつては地方からの玄関口として知られ賑わいを見せていたが現在では閑散としている。また通勤通学としての利用も比較的少ない。

### 隣の駅
タイ国鉄
■東本線
クルンテープ駅 - ウルポン停車場 - パヤータイ駅 - ラーチャプラーロップ駅 - マッカサン駅
■北本線・■東北本線・■南本線
クルンテープ駅 - ヨムマラート駅 - チットラッダー王室駅（客扱乗降場としては構内にラマティーボディ病院前停車場が併設） - サムセン駅 - バーンスー分岐駅

### その他
低所得の地方出身者のバンコクへの玄関口として知られ、その中にはここで野宿する人もいる。深夜10時から翌朝6時まではコンコースの空調が切られるため非常に蒸し暑くなる。
当駅に限ったことではないが、タイ国内の公共施設では毎日朝夕2回（8時と18時）国歌が演奏され、その間は直立不動の体勢をとり国家への忠誠を誓うのが常識である。当駅においては駅中央部に掲げられたラーマ5世肖像画に向かい起立する利用者の姿がみられる。

## バンコク・メトロ

### 歴史
2004年7月3日、バンコク・メトロブルーライン（チャルーム・ラチャモンコン線）の開通により営業開始。駅番号は「BL28」。
2019年7月29日にタープラ駅までの試運転（運賃無料）が開始され事実上の開業となり、その後9月21日にラックソーン駅まで通しでの試運転が開始され、9月29日に運賃を徴収する正式開業となった。

#### 年表
- 2004年7月3日 【開業】ブルーライン（フアランポーン - バーンスー）（20.8 km）
- 2019年7月29日 【延伸】ブルーライン（フアランポーン - タープラ）（6.3 km）※正式開業は9月29日

### 駅構造
地下1階がコンコース階、地下2階がホーム階の地下駅。
島式1面2線のプラットホームを有しており、フルスクリーンタイプのホームドアが採用されている。
改札口は入口側、出口側が分かれているので混雑解消になっている。構内は飲食禁止となっているためキオスクなどの売店は一切無く（トイレも無い）、銀行のATMがあるのみである。タイ国鉄駅（フアランポーン駅）までの、連絡通路がある。

#### のりば
| 番線 | 路線         | 行先                                                   |
| ---- | ------------ | ------------------------------------------------------ |
| 1    | ブルーライン | サナームチャイ・タープラ・バーンワー・ラックソーン方面 |
| 2    | ブルーライン | シーロム・スクムウィット・バーンスー・タープラ方面     |

### 隣の駅
バンコク・メトロ
 ブルーライン
サームヤーン駅 (BL27) - フアランポーン駅 (BL28) - ワットマンコン駅 (BL29)

## 駅周辺
国鉄駅の西側を流れるパドゥン・クルンカセム運河では水上バスが定期運行しており、駅正面左手の桟橋がターミナルとなっている。2025年現在は太陽光発電による電動ボートが就航している。
- オデオンロータリー（タイ語版、英語版）
- 中華街（ヤワラー通り）
- ワット・トライミット（タイ語版）
- シアンファー財団（タイ語版）
- ワット・マハプルタラムウォラウィハン（タイ語版）
- タラトノイ（タイ語版）地区
- 国立サーイパンヤー学校（タイ語版）
- デブシリン学校（タイ語版、英語版）
- 7月22日ロータリー（タイ語版、英語版）
- パトゥムワン地方裁判所（タイ語版）
- タイ国有鉄道本社
- 鉄道警察
- バンコク・センター・ホテル
- 旧楽宮旅社
- 京華大旅社